# Neoplanorbis carinatus
Neoplanorbis carinatus foi uma espécie de gastrópode da família Planorbidae. Era uma lesma de água doce pulmonada.
Foi endémicas dos Estados Unidos da América.